# Krienser Halszither
Die Krienser Halszither ist eine gitarrenförmige Kastenhalslaute, also trotz ihres Namens keine Zither. Sie bildet zusammen mit Mandoline, Gitarre, Kontrabass und Zither einen Bestandteil der Krienser Hausmusik.

## Herkunft
Der Gebrauch der Halszither ist in der Schweiz seit dem 17. Jahrhundert bekannt. Die Innerschweiz ist vor allem im 19. Jahrhundert von den damals populären Zither-Gruppen in Deutschland beeinflusst worden. Verschiedene Abbildungen zeigen, dass damals in der Innerschweiz ähnlich formierte Formationen auftraten. Um 1880 entstand die Krienser Halszither mit ihrem unverwechselbaren kleinen, gitarrenförmigen Korpus, der sich bis heute kaum verändert hat. In den letzten Jahren sind weitere Modelle dazugekommen, zum Teil mit neuen Formentypen. In der Innerschweiz galt das Halszitherspiel mit Begleitung als Tradition.
Ende des 19. Jahrhunderts löste der Krienser Samuel Rodel eine neue Entwicklung im einheimischen Instrumentenbau aus. Beobachtungen in verschiedenen Sammlungen lassen vermuten, dass in der Zeit von 1800 bis zirka 1890 in der Regel tropfenförmige Halszithermodelle gespielt wurden.
Die erste bekannte Krienser Halszither stammt von Samuel Rodel aus dem Jahre 1883. Sie ist von ihm signiert. Rodels Instrumente waren   besonders in den Bauern- und Bürgerfamilien in Kriens, aber auch in der übrigen Innerschweiz begehrte Stücke. Das intensive Musizieren mit der Halszither pflegten die Krienser vor allem in den letzten 120 Jahren. In dieser Zeit und bis heute, wurden immer wieder neue Kapellen gegründet. Die Ensembles waren mit unterschiedlichsten Instrumenten besetzt: Halszither, Mandoline, Mandola, Akkordeon, Klarinette, Geige, Bratsche, Gitarre, Basslaute, Kontrabass.